# 5589 De Meis
5589 De Meis là một tiểu hành tinh vành đai chính với chu kỳ quỹ đạo là 1664.7669056 ngày (4.56 năm).
Nó được phát hiện ngày 23 tháng 9 năm 1990.